# Sugar and Spice/Saints and Searchers
Sugar and Spice/Saints and Searchers è il terzo singolo dei The Searchers, pubblicato nel 1963.

## Tracce
Lato A
1. Sugar and Spice – 2:15 (Fred Nightingale)

Lato B
1. Saints and Searchers – 2:15